# Hayq, Etiopia
Hayq este un oraș din Etiopia. Este numit după lacul Hayq, care se află la 2 km est de oraș. Pe teritoriul său se află mănăsitirea Istifanos.